# 大家さんは思春期!
『大家さんは思春期！』（おおやさんはししゅんき）は、水瀬るるうによる日本の4コマ漫画作品。芳文社の『まんがタイム』2012年6月号より連載中。同社の『まんがタイムファミリー』でも複数回のゲスト掲載を経て2014年2月号より連載を開始し、同誌休刊後は『まんがタイムスペシャル』に移籍して2018年6月号から2019年12月号まで連載。『まんがタイムスペシャル』の休刊に伴い『まんがタイムオリジナル』への移籍が発表され、2020年1月号より2021年7月号まで連載。2015年9月にアニメ化企画が進行中であることが公表され、2016年1月から3月にかけて2分枠のショートテレビアニメとして放送された。
就職を機に6畳風呂なしのアパートで一人暮らしを始めた前田さんと、そのアパートの大家さんとの日常を描くピュアほっこり（ハートマーク）な半同居コメディ。

## 登場人物

### 主な登場人物
里中 チエ（101号室住人）
声 - 久保ユリカ
本作の主人公。アパートの大家さん。1月1日生まれ。物語開始時点では、この春から中学1年生。いろいろあって大家になった。世話好きで料理が得意。将来は、国際的に活動できる人間を目指している。
祖母チヨと父は他界しているが、母親に関しては、料理を教わったのは母親からかと質問された時には、強く否定し「いないも同然」と語っており、かなり母親に対し強い拒否反応を示す。父親については記憶が無く、祖母から聞かされた「優しくて眼鏡をかけてた成人男性」という情報のみ。
中学入学前から制服が気に入っており、お下がりの制服を大量に貰っていることもあり、普段着も制服で通している。「食料は無いと生きてはいけないが、衣類は無くても大丈夫」というほど、ファッションには関心がない。デパートで高い服を試着しても、お札を着ている感覚で、生きた心地がしなかった。祖母と暮らしていたため和服を着ることも多く、簡単な着付けなら自分でできる。祖母の着ていた和服を着て出かけたときには、商店街の人たちを驚かせた。
文字は達筆で、手先は器用。国語・社会・理科・数学・英語・家庭科は得意。ゲートボールは得意だが、大きいボールを扱う競技や泳げないなど体育、コブシを入れて歌ってしまう音楽、絵が下手な美術は苦手。見返りを求めない性格で、理由がない限りお礼などは受け取らない。まだ胸が無いのを気にしている。洋菓子よりも緑茶の合う和菓子が好き。
祖母に連れられていた幼いころから近くの馴染みの商店街があり、商店街住民から可愛がられている。
スーパーなどの特売のチラシをみるのが趣味で、学校でも休み時間に見ている。学校では先生たちにも気に入られているが、特売チラシが入った日は授業中に上の空になることが指摘されている。また、福引への情熱が強く、福引前には神社で神頼みをしている。
恋愛感情には疎く、もらったラブレターを晒すなどし、少女漫画を借りても恋する主人公の心情を特売品に置き換えないと理解できない。
携帯電話を持っておらず、また知識も無かったためカメラ機能に驚いていた。また、幼いころに写真を撮られると「魂が抜かれる」と教わられたため、お祓いを受けたとする白井麗子のカメラ以外は嫌う（その後はクラスメイトに写真を撮られることがあるが、誤解が解けたかどうかは不明）。高校進学を機にスマートフォンを契約した。
理髪店にあるスナイパーものや野球もの（野球部太郎）の漫画、他は新聞の4コマ漫画しか読んでいなかったので、「今の」少女漫画が綺麗で驚いていた。
アパートの経費等の管理は祖母の知人の不動産屋に一任している。
自室はクーラーはなく電話も黒電話で、テレビも白黒テレビのみだった。しかし、それも壊れてしまい今はテレビを所有してない。新聞も前日のものを近隣から頂いている。
203号室の前田の部屋が出入り自由の許可を貰っているため、友人の真由を連れてきた時もクセで前田の部屋に入ってしまい、部屋に帰ってきた前田に対して真由を驚かせた。
徒歩10分の大谷中学へ通っている。クラスは1年1組→2年1組→3年1組。
19巻で公立の大谷高校に進学。1年1組。
当初、中学校のクラス担任から一人で過ごしていることを心配された時に、幼いころから祖母と同じ世代のお年寄りと遊んでいたため、同世代の友達がいないことに気づかされる。それからは先生に心配されまいと積極的に関わり始める。その際、皆の弁当が可愛いことを知り、麗子に頼んで作ってもらったキャラ弁をきっかけに友人が出来、学校で「料理同好会」を作ることになる。
学校にはチエの隠れファンが多数存在するが、大半は見守る派。なお、「彼女にしたい女の子」「校内で妹にしたい」「校内で姉になって欲しい」「お母さんになって貰うなら」ランキングでそれぞれ1位。
10巻にて、クーラーが自室に設置されたが、節約のため稼働率は低い。
熊川はにぃの小説の登場人物に似ていると下級生から噂され、「百合の君」と呼ばれている。作者が実際に彼女をモデルにしたかは不明。
前田（203号室住人）
声 - 近藤隆
特に特徴のないサラリーマン。下の名前は不明。23歳。栃木県出身で就職を機にチエのアパートに引っ越してきた。
引越し時に不要なものを捨ててきたので部屋にはほとんど物がないこともあり、そのため部屋が住人のたまり場となっている。一度、液晶テレビを買ったことがあるが、チエらとの会話を重視するため、テレビを欲しがっていた麗子にあげてしまった。
チエに福引で当てた圧力鍋をあげてからは、チエからのお礼の差し入れついでに何度か一緒に食事をすることになった。だが、前田の部屋がホコリっぽいことに気づき、チエが掃除や食事を作るために合鍵を使って、いつでも前田の部屋へ入れることになった。
料理が苦手なため、休日にはチエに教わったりしている。肉じゃがと甘いモノが好き。
チエは前田が引っ越してくる前までは、祖母を亡くし落ち込んでいたため、白井麗子からは来てくれたことに感謝されている。ただ、チエからは聞かされていたチエの父親の特徴と合致するため、「父親のような人」と言われショックを受けていた。
チエから時折相談を受けており、アドバイスを送ったり、麗子から押し付けられている面もあるが直接手助けしたりと気は優しい。
中学・高校ともに男子校で、中学はパソコン部、アマチュア無線部に所属。大学は共学。理数系が得意。
会社へは電車通勤。タバコは吸わない。酒は弱い。会社の先輩と一緒に飲みに行く時は、もっぱらウーロン茶を飲んでいる。
白井 麗子（204号室住人）
声 - 生天目仁美
チエちゃんを愛でる豊満な胸を持つホステス。チエを（一方的に）姉のように見守る。思い出すのが嫌な生意気な妹がいる。
金持ちで年配が好みで、前田からの好意を軽く受け流している。酒が好きで、強い。
チエが前田の部屋の掃除や食事の世話をしだしたことを羨ましがったため、前田からの提案で時間が合うときに三人で食事をするようになった。
チエが部屋へ片付けに入ったり、また寝起きも悪いため起こしに来ている。そのためチエから、部屋は整頓されておらず、雑誌やゴミで足の踏み場もないことや、五円（ご縁）玉を大量に集めており、寝言がネコ語になっていることを前田の前でばらされる。
料理が苦手で、おにぎりぐらいしか作れない。チエから可愛いキャラ弁を頼まれても、酒のつまみで固められたホラー系のキャラ弁になり、インターネットで話題になるほどだった。だがキャラ弁がクラスで話題になり、チエがクラスメイトとの距離を一気に縮めるきっかけとなり、さらにチエが料理同好会を作るきっかけにもなった。
部屋にはハイビジョンのブラウン管テレビだったが、前田から液晶テレビを手に入れられるよう仕向け、その通り手に入れた。なお、クーラーは取り付けていない。
中学・高校共にバレーボール部。夏休みの宿題は全て他人任せで自力でやったことがない。一度、「夏休みデビュー」で黒髪メガネ優等生キャラになろうとしたが失敗した過去がある。
水商売のストレスで公園で管を巻いているところを拾われてアパートに住むようになった。これは、チエが幼稚園のころの話である。
熊川（104号室住人）
少女向けライトノベル作家で、ペンネームは「熊野はにぃ」。下の名前は不明。少女小説の世界では有名人。
太っているが、昔はダイビングが得意だった。痩せると別人のようになる。
部屋は、ヒロインの心理を考えるため乙女系のファンシーな部屋にしている。クーラーは自腹で取り付けてある。
執筆中は風呂は3日に1回だが、普段は毎日入っている。麗子のことが好きだが、麗子からは（収入以外）好かれてない。
星谷 捺美（102号室住人）
学校では「王子」（チエからは「なっちゃん」）と呼ばれているお金持ちのイケメン男子大学生。他のアパート住民からの評価としては泣き虫、どじっ子、ペット系男子、息子系などと評価されている。
理想の女性を求めて放浪していたが、チエと出会って花嫁修業のためアパートに住みだした。畳部屋が苦手で、自腹でフローリングにしクーラーや温水便座をとりつけ部屋をリフォームした。1年分の家賃を一括で払ったが、半年間4人の姉に代わる代わる連れ回されたためアパートに帰ってこなかった。
男勝りの派手な長女、男勝りのスポーツが得意な次女、男勝りのモデルの三女、男勝りのアイドル事務所からスカウトされている四女がいる。内、ミスコン出場経験者も含まれている。
姉たちから幼いころより着せ替え人形として扱われたため、そこらの女子より可愛いと自負している。最近は精神的にも女性になりつつあるため、前田に多少興味がある。
美容師を目指しており、アサミ（麗子の同僚、後述）と気が合っている。

### アパート関係者
黒岩（201号室住人）
規則正しい生活しているが遭遇しない。部屋からは物音と笑い声が頻発するため、隣の202号室が貸せない状態になっていた。女性。
勤めていた会社が倒産したため現在は無職。
チヨ（先代の大家）
チエの祖母。故人。普段から着物を着ていた。「伝説の調理人」「指先の魔術師」など複数の異名を持っていたらしい。
馬場（202号室住人）
202号室に入居した男性。麗子の第一印象は「黒くておとなしそうな若い男性」だったが、入居直後から昼夜を問わず生配信をしていたため騒音が問題になった。

### チエの友人
チエの1年時からの同級生で料理同好会の結成メンバー。全員2年時もチエと同級である。3年時は全員クラスがバラバラになった。
植野 真由
声 - 木戸衣吹
一緒にお昼を食べるようになってから、チエと一緒になることが一番多くなった友達。ひとりっ子。学校まで徒歩20分。体育委員。帰宅部・料理同好会所属。部活動をしていない代わりに華道、茶道、習字、ダンスと多数の習い事をしており、歌も得意。黒板からノートをとるのが苦手で、勉強はあまり得意でないため、チエに教わっている。少女小説が大好きだが、作家の熊川に会った時はイメージの差から大きく葛藤した。
スキャンダル場面に異様に居合わせる。
自宅は一軒家で、複数のロボット掃除機やダンス専用の部屋がある。
花園学園に進学。
宮村 雪
声 - 山崎エリイ
最初にチエをお昼に誘ったクラスメイト。学校まで徒歩20分。
テニス部・料理同好会所属。小学生のころから大きい胸に悩む。心配症で可愛いもの好き。弟が二人いる。
森 明日香
声 - 中島由貴
陸上部・料理同好会所属。運動神経が抜群で恋バナが好き。学校まで徒歩30分。普段はメガネをかけているが、部活時には外しているので誰だかわからなくなる。
大谷高校に進学したが、クラスは不明。
金本 さくら
声 - 和田京子
男子バレー部マネージャー・料理同好会所属。学校まで徒歩30分。絵が得意でマンガ好き。世話好きで、ぽっちゃり体型だがモテる。一人暮らしをしている長兄、高校一年生の次兄がいる。さくらは3番目。父と母、次兄の4人住まい。
大谷高校に進学。チエと再び同級生になる。

### チエのクラスメイト
佐々木 健吾
声 - 小林沙苗
1・2年時の同級生。3年時は別のクラス（マユと同じ3年2組）になっている。
チエのことが好きな男子生徒。チエからは印象がなく覚えてもらえていない。アパートまで付け回し不審者扱いされ、夏休み明けには金髪・色黒、眉にも化粧をしてイメチェンしてチエの気をひこうとするが失敗する。
のちに料理部にも参加。チエからは（初期の件は除いて）楽しい思い出だったと感謝された。
大谷高校に進学したが、チエとは違うクラス（1年2組）になる。
滝沢 瑠衣
1年時の同級生、2年では違うクラスになったが、3年時には同じクラスになった。
男女に人気の高いチエに対抗心を燃やしているらしい、自身を可愛いと信じて疑わない女子生徒。チエの持参の弁当にも嫌味を言ってきた。
美術部所属。1年時にはチエに憎まれ口をたたくこともあったが、本当は仲良くなりたかった。オシャレ陽キャ系だが、勉強はできる。
小説の登場人物に似ていることから、下級生からは「薔薇の君」と呼ばれている。
花園高校に進学。
小倉
2年時の同級生。1年時は別のクラスだった。
林間学校でチエの所属する班の班長を務めた男子生徒。最初は点数稼ぎ目的で班長に立候補しうまくいかずにイラついていたが、チエのサポートでうまく班をまとめることができた。そのためチエを軍師として尊敬している。
麗子と出会ってから大人の女性が好きになった。
県外の高校に進学。
葉山 樹里
3年時の同級生。1年時のクラスは不明、2年時は滝沢と同じクラスだった。
美術部所属で滝沢と仲が良い。下級生からは「藤の君」と呼ばれている。
花園高校に進学。
淺川 しおり
3年時の同級生。1・2年時は違うクラスだった。
眼鏡をかけた文系女子。チエと仲良くなりたいと考えていた。たまたま話題になった小説を持っていたことで、本を貸すという関わりができた。
オタク気質があり、フリーマーケットで熊川はにぃ作品のレアグッズを見つけたときには貯金全額下ろして買おうとしたことがある。チエのアパートに行き熊川とあったこともあるが正体は知らない。
大谷高校に進学。チエと同級になる。
橘 望
大谷高校でチエと同級になった女子。「1軍女子の仲間（自身は1軍女子になれないと自覚している）」を目指してチエに目を付けるが、「ワガママボディの女子（さくら）やオタク女子（淺川）とも普通に接する」「好きな男性のタイプが大倉巌」といったことからチエの正体を図りかねている。

### 商店街や近隣の人、チエの知人
太田さん
五丁目に住んでいる、自称・愛され系ぽちゃ美少女。チエに小さくなった古着をあげたが、本人が太っているためチエにはそれでも大きすぎた。衣装代と食費が凄いことに。
岡村 しおり
「服のデパート おかむら」の店長。チエの祖母チヨの知人。奇抜で目に痛い服装を好んでおり、乙女心を忘れない。
小川さん
チエが小川さんが話していた温泉のお湯が体に良いという情報を元に、温泉の入浴剤を飲もうとしてしまった。
河合さん
アパートの隣に住む。前田にチエへのお礼の仕方のアドバイスを教えた。娘夫婦と同居しており、社会人の孫が二人いる。
金本家の皆さん
金本さくらの家族。母が体型の丸い父に、べた惚れのよう。お泊りの時に家族でチエを気に入り、チエもさくらの母を、理想の母親像と見ている。
楠木さん
一丁目に住む。家の庭に柿がなり、チエに分けてくれる。
小池のお爺ちゃん
「小池不動産」社長。チエの祖母の友人で、チエが大人になるまでアパートの管理やチエの生活費（銀行通帳）を預かってくれている。
香坂さん
三丁目に住んでいる地味顔の人。チエにお立ち台で着るような古着をあげたが、今は地味な服を着ている。
坂本さん
アパートの裏側の家に住む。前田にチエへのお礼の仕方のアドバイスを教えた。一人暮らしだが、悠々自適な生活をしており、息子夫婦から高級和牛が度々送られてくる。
商店街のおじさんトリオ
青果店、肉のイトウ（精肉店）、鮮魚店の店主。チエにオマケしすぎて、奥さんに説教されている。
サトウさん
ホットケーキミックスのシロップが好きなお爺さん。付属しているシロップが好きで、ミックス粉が要らないためチヨにあげていた。チヨ曰く「妖怪シロップ舐め爺」。
ジェーンさん
海外からの留学生。コロッケ屋だが肉じゃがなど他の惣菜も売っている店で働いており、チエが英語の発音を彼女から勉強している。
料理部が「おからメンチカツ」を作った後には、イトウ精肉店と豆腐屋とで「おからメンチカツ」を販売するか問い合わせもあり話し合っていた。
田坂さん
三丁目に住む。米を自作しており、新米をチエに分けてくれる。
茶谷さん
物腰の柔らかい茶道の先生。チエのお祭りの待ち合わせに、かき氷のおもてなしの際に、抹茶を持ってきた。
氷室さん
氷屋。チエのお祭りの待ち合わせに、かき氷のおもてなしの話を聞いて、氷と氷かき器を持ってきた。体つきがよく、オバちゃんからモテる。
森坂さん
五丁目に住む。山を所有しており、山で採れたきのこをチエに分けてくれる。
宮村 晴、宮村 嵐
雪の弟たち。
中井先生
声 - 四宮豪
チエの担任の初老の人物。下の名前は不明。地理を教えている。いつもひとりなチエを見て「いじめに遭っているのでは」と心配していた。

### 前田の会社関係者
田上 将
前田が勤める会社の先輩。体がでかい。趣味は模型作り。前田がチエの料理のおすそ分けをしたが、前田のアパート状況を妄想だと思われた。
寺田 聡史
前田が勤める会社の先輩。チエからもらった毛糸のパンツを履いた麗子を目撃した。やはり、前田のアパート状況を信じていない。
野田 圭介
前田の勤める会社の先輩。28歳。アイドルオタクで、天野美結が好き。前田の中学生大家と巨乳美女との状況を信じていなかったが、前田と一緒に飲みに行って酔いつぶれたため、前田の部屋に泊めてもらい、翌朝、3人の状況を目撃したことにより、信じざるをえなくなった。チエを、友人のオカンやアイドルのように思っている。
陸上競技の経験者で、結構有名な選手だったらしい。体育祭でリレーの選手になってしまったチエにコーチもしたが、チエよりも一緒に練習に参加した森の方が能力が向上している。
島崎 若菜
前田が務める会社の後輩の女性。会社の飲み会で酔いつぶれてアパートに行ったことがある。その後麗子と飲むこともあり、酔いつぶれるたびにアパートに来るようになる。

### その他
アイちゃん
チエたちがカラオケをするために借りたスナックのママ。チエたちが使用する数日前から、禁煙の呼びかけや消臭、掃除をしてくれた。
アサミちゃん
声 - 小林沙苗
麗子の勤め先の後輩で、麗子が憧れであり目標。美容師を目指して学校へ通っており、麗子がいつも髪をセットしてもらっている。食べても太らない体質。
麗子がチエに夢中なのを見て、驚いていた。
102号室の合いカギを所持しており、夜中に麗子を送り届けたときにはそのままそこに泊まることもある。
天野 美結
「七色ラブビーム」という歌が大ヒット中のアイドル。通称みゆゆん。趣味はお菓子作り。チエの友達や前田、麗子が全員知っていたが、チエだけが知らなかった。
近所の野良猫
チエの夏休みの自由研究の鯵の干物を何度も盗み食いした野良猫。チエの干物を食べてから、グルメになってしまった。
警察官
やたら心配症のアパート周辺勤務の警官。たぬき神社のお祭も警備していた。
丸山さん
麗子の知り合いで下着売り場のベテラン店員。
チサ
チエの実母。生きてはいるらしいが、回想でしか登場していない。
母親であるチヨ（先代大家）と2人暮らしだったが、チヨおよび周囲の人の「チヨの娘だから」という過度の期待に耐えられず高校卒業後に家出。後に子供（チエ）だけチヨの元に置いて失踪。再度現れた時に生前贈与という名の手切れ金を渡されてからは姿を見せていない。
彼女の行動は許されるものではないが、「自分の娘だから多分何でもできる」とチヨがあまり彼女にかまってやらなかった点に関しては同情できる。と、麗子は考えている。

## 主な舞台
アパート
駅や商店街から近いわけでもない、風呂なしキッチン付きワンルームが8部屋あるアパート。正式名称不明。
家賃は安い。103号室は空室でチエの物置き場になっている。
魚平
チエが夏休みの宿題の自由研究の鯵を買った魚屋。秋には秋刀魚を買っている。
大谷市民プール
近所にある市民プール。25ｍ遊泳プール、小さめのスライダー、幼児プール、流水プールがある。チエが食べ物ばかり連想するので、プールより素麺の話で盛り上がってしまった。
大谷中学校
1学年約220人のこれといった特徴のない普通の学校。
部活は強制参加ではない。下校時間は18時。
陸上部、バレー部（男女別）、テニス部の他に、卓球部、囲碁部、マンガ研究部、サッカー部、美術部、野球部、吹奏楽部、将棋部、新聞部がある。
大越屋デパート
近隣ではなく、3つ先の駅前にあるデパート。前田と麗子がチエのために私服を買いに行ったが、本人が気になる浴衣を買うことになった。
おかむら
商店街にある「服のデパート」と書いてある服屋。肉のイトウの隣の店。なぜか水着が充実している。
クラブjewel
麗子とアサミの勤め先の、そこそこ高級のクラブ。麗子はこのクラブのNo.1ホステス。
小池不動産
チエが銀行通帳を預けているお爺ちゃんのいる不動産屋。アパートから遠く（徒歩5分ではあるが）、大金を持ち歩くチエにとっては寿命が縮む距離でもある。
サンベーカリー
料理部が、おからメンチカツを作った時に追加で用意したコッペパンを売っている商店街の店。部活後には大繁盛が起きた。
スーパー小泉
料理部が、おからメンチカツを作った時に使用したウスターソースを売っている店。部活後にソースを買う客が増えた。
すずらん商店街
チエが毎夕足を運ぶすずらん型の街頭のある商店街。住民はチエに優しく、商品を割り引いてくれる。
スナック愛
麗子の友人のアイがママをやっている。最新式のカラオケが置いてあり、貸し切りでチエと友人達でカラオケをやった。2階は深夜のみ営業している謎のトルコ料理屋。普段は麗子とアサミが来店して仕事の愚痴を言っている。
私立 花園学園
格式の高い私立のお嬢様高校。捺美の姉4人が通っていたため、当たり前に捺美も通えると思っていた。捺美が姉からお下がりで制服を貰っている。
芸術・芸能系の部活動にも力を入れており、真由（ダンサー志望）や滝沢（アイドル志望）の第一希望校である。
たぬき神社
チエが福引の際に神頼みをする神社。チエのアパートから徒歩10分。学校の春から夏の衣替えの時期に、土日にまたいで「たぬき祭り」がある。いわゆる縁日の祭りで屋台が出る。
肉のイトウ
精肉店。店主がチエを気に入っており、いろいろサービスしてくれる。中学の運動会へチエの応援へ行こうとしていたが、一般開放されていないことにショックを受けた。
パティスリーさくま
麗子がチエを日にち限定のケーキバイキングへ誘おうとしたショートケーキの美味い駅前の店。だが、チエが同日の「ご飯のお共」がテーマの物産展を望んだため、前田と熊川が行くことになった。
むらかみ銭湯
チエ達が住むアパートから3軒隣の村上さんが営業している銭湯。チエと麗子と同じ湯目当てや会話を聞くためにお爺さん達が集まる。フルーツ牛乳のストックが多い。
麗子がフルーツ牛乳1本でチエからマッサージを受けている。他にもマッサージを受けている人がいるらしく、フルーツ牛乳のストックがたまっている。
ヤスイデンキ
駅の向こうに最近出来た品揃え豊富な家電量販店。前田が液晶テレビを買った。普段は商店街のサカモトデンキを利用しているようである。
大谷高校
近くにある市立高校。チエたちの進学先。

## 書誌情報
- 水瀬るるう『大家さんは思春期！』 芳文社〈まんがタイムコミックス〉、既刊19巻（2025年3月6日現在）[66]
  1. 2013年10月22日発行（10月7日発売）、ISBN 978-4-8322-5235-6
  2. 2014年3月21日発行（3月6日発売）、ISBN 978-4-8322-5272-1
  3. 2014年8月22日発行（8月7日発売）、ISBN 978-4-8322-5311-7
  4. 2015年5月22日発行（5月7日発売）、ISBN 978-4-8322-5381-0
  5. 2016年1月22日発行（1月7日発売）、ISBN 978-4-8322-5448-0
  6. 2016年9月22日発行（9月7日発売）、ISBN 978-4-8322-5513-5
  7. 2017年5月21日発行（5月6日発売）、ISBN 978-4-8322-5586-9
  8. 2017年11月22日発行（11月7日発売）、ISBN 978-4-8322-5638-5
  9. 2018年8月22日発行（8月7日発売）、ISBN 978-4-8322-5706-1
  10. 2019年3月22日発行（3月7日発売）、ISBN 978-4-8322-5744-3
  11. 2019年10月22日発行（10月7日発売）、ISBN 978-4-8322-5765-8
  12. 2020年6月19日発行（6月4日発売）、ISBN 978-4-8322-5792-4
  13. 2020年11月21日発行（11月6日発売）、ISBN 978-4-8322-5809-9
  14. 2021年8月20日発行（8月5日発売）、ISBN 978-4-8322-5836-5
  15. 2022年6月22日発行（6月7日発売）、ISBN 978-4-8322-5869-3
  16. 2023年2月22日発行（2月7日発売）、ISBN 978-4-8322-5891-4
  17. 2023年11月22日発行（11月7日発売）、ISBN 978-4-8322-5919-5
  18. 2024年8月21日発行（8月6日発売）、ISBN 978-4-8322-5948-5
  19. 2025年3月6日発売、ISBN 978-4-8322-5970-6

## テレビアニメ
2分枠のショートアニメとして、2016年1月から3月にかけて放送された。全12話。
第7話では『小森さんは断れない!』の小森しゅり、西鳥めぐみ、根岸まさ子、大谷九郎がカメオ出演している。

### スタッフ
- 原作 - 水瀬るるう
- 監督・絵コンテ・演出 - 小川優樹
- キャラクターデザイン・総作画監督・作画監督 - 清水厚貴
- 脚本 - 阿久津奈々
- 美術監督・美術設定 - 海津利子
- 色彩設計 - 大西峰代
- 撮影監督 - 後藤真美
- 編集 - 能代拓也
- 音響監督 - 川添憲五
- 音楽 - Arte Refact
- 音楽制作 - bilibili
- エグゼクティブプロデューサー - 桜井嗣治
- プロデューサー - 森尻和明、黒澤真、平賀忠和
- 制作プロデューサー - 桑原誠
- プロデュース - ジェンコ
- 制作 - セブン・アークス・ピクチャーズ
- 製作 - 製作委員会は思春期

### 主題歌
「Shining Sky」
every♥ing!によるオープニングテーマ。作詞・作曲はIMAKISASA、編曲はAPAZZI。

### 各話リスト
| 話数 | サブタイトル           |
| ---- | ---------------------- |
| 01話 | 大家さんは女の子！     |
| 02話 | 大家さんは家庭的！     |
| 03話 | 大家さんは無自覚？     |
| 04話 | 大家さんは世話焼き！   |
| 05話 | 大家さんはひとり好き？ |
| 06話 | 大家さんは注目の的！   |
| 07話 | 大家さんは料理人！     |
| 08話 | 大家さんは銭湯通い！   |
| 09話 | 大家さんは変わり者？   |
| 10話 | 大家さんは成長中？     |
| 11話 | 大家さんはお目が高い！ |
| 12話 | 大家さんはやっぱり…！  |

再放送（2016年7月-9月）において、12話翌週は原作単行本や映像ソフトを紹介する情報コーナーを放送。

### 放送局
| 放送期間                | 放送時間           | 放送局     | 対象地域 | 備考                        |
| ----------------------- | ------------------ | ---------- | -------- | --------------------------- |
| 2016年1月10日 - 3月27日 | 日曜 22:27 - 22:29 | TOKYO MX   | 東京都   |                             |
|                         |                    | サンテレビ | 兵庫県   | EPG上では日曜 22:25 - 22:30 |

| 配信開始日    | 配信時間          | 配信サイト         | 備考                                                                    |
| ------------- | ----------------- | ------------------ | ----------------------------------------------------------------------- |
| 2016年1月11日 | 月曜 12:00 更新   | dアニメストア      |                                                                         |
|               |                   | バンダイチャンネル | 第1話常設無料、第2話以降有料                                            |
|               | 月曜 22:00 更新   | ニコニコチャンネル | 第1話常設無料、第2話以降1週間無料                                       |
| 2016年1月12日 | 火曜 23:30 - 0:00 | 超!A&G+            | 『久保ユリカが1人しゃべりなんて胃が痛い。』内のコーナーアニメとして配信 |

### 映像ソフト
2016年4月27日にキャラアニより発売された。Blu-rayぐうかわ版（特典付き）、Blu-ray通常版、DVD通常版の3種が用意される。

## ゲーム
きららファンタジア
ドリコムによるスマートフォン向けのアプリゲーム。『まんがタイムきらら』シリーズのキャラクターが多数登場するクロスオーバー作品。
2021年6月9日より、「まんがタイムレーベル」コラボとして本作と『恋愛ラボ』・『小森さんは断れない!』のキャラクターがゲーム内に登場した。